# Maculiparia guyanensis
Maculiparia guyanensis är en insektsart som beskrevs av Frédéric Carbonell 2002. Maculiparia guyanensis ingår i släktet Maculiparia och familjen Romaleidae. Inga underarter finns listade i Catalogue of Life.